# کلمپ رایت انگل

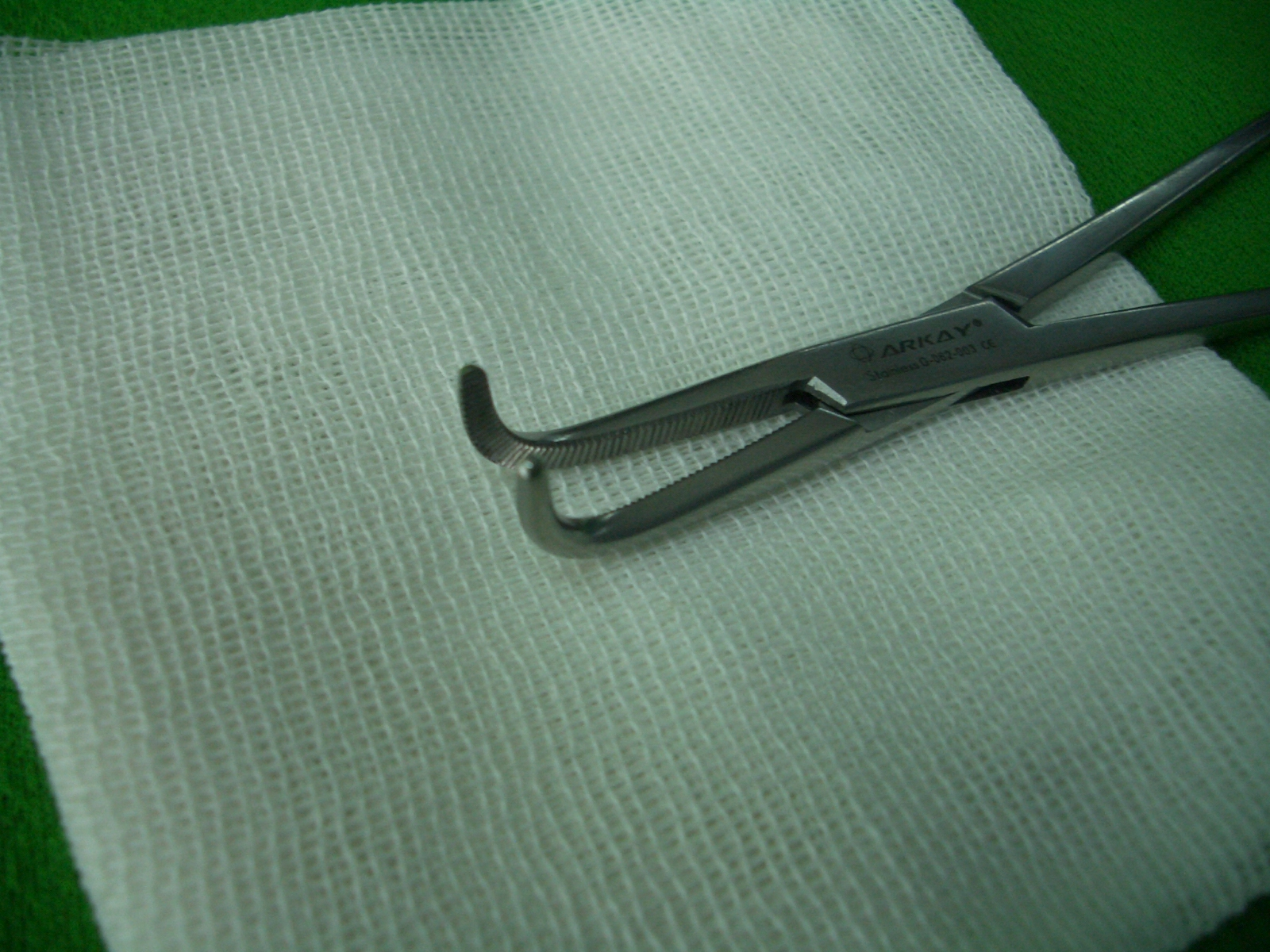
کلمپ رایت انگل

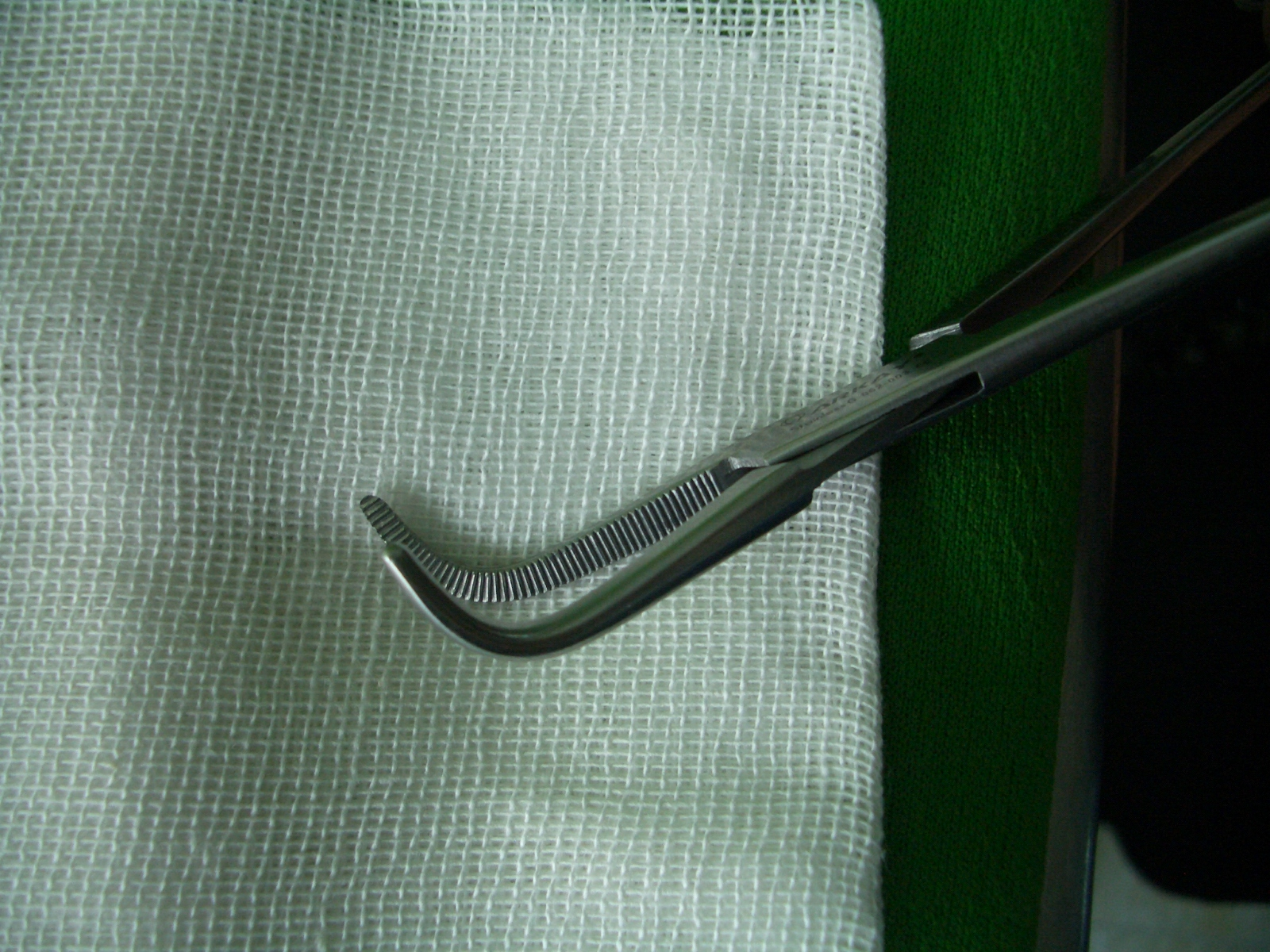
کلمپ رایت انگل

کلمپ رایت انگل (به انگلیسی: Right angle clamp) نوعی نگهدارنده می‌باشد که جهت کنترل خونریزی در اعمال جراحی که در آنها امکان استفاده از کلمپ مستقیم وجود ندارد، مورد استفاده قرار می‌گیرد.
دهانهٔ این ابزار به یک طرف انحنا داشته و دارای زاویهٔ قائم می‌باشد از این رو در کالبد شکافی نیز کاربرد دارد.
- کلمپ رایت انگل (سیستیک) به کمک داشتن دهانه قائم برای گرفتن عروق عمقی (مثلاً عروق و مجرای کیسه صفرا) بسیار مناسب و کاربردی است و همچنین در حین عمل برداشتن کیسه صفرا (کوله‌سیستوستومی) جهت شناسایی مجرای مشترک صفراوی مورد استفاده قرار می‌گیرد.[۳]